# Държавен музей на Сталин
Музеят на Йосиф Сталин в град Гори е исторически музей в Грузия, посветен на живота на най-известния жител на града – Йосиф Висарионович Сталин, който става ръководител на съветското правителство и всъщност ръководи Съветския съюз от 1925 до 1953 г.

## История
Открит през 1937 г. в историческа мемориална къща, където бащата на Сталин е наел жилищна площ и е създал работилница. Първоначално тази къща е била разположена в редица подобни къщи, но по-късно те са били съборени.
През 1951 г. е построена основната сграда в стила на сталинската архитектура, първоначално предназначена да организира музей на историята на социализма.
Музеят е затворен през 1989 г., в период на изостряне на междуетническите отношения, но след това отново е отворен.
След конфликта в Южна Осетия на 24 септември 2008 г. грузинският министър на културата Николоз Вачеишвили обявява, че Музеят на Сталин скоро ще бъде преобразуван в Музей на руската агресия. На входа има плакат с надпис: „Този музей е фалшификация на историята. Това е типичен пример за съветска пропаганда, която се опитва да легитимира най-кървавия режим в историята“. Този плакат обаче е премахнат през 2017 г. На 20 декември 2012 г. общинското събрание на Гори гласува да спре плановете за промяна на съдържанието на музея.

## Описание
Музеят има три отдела, всички те са разположени в централната част на града. Основната сграда е голям дворец в сталински готически стил, чието строителство започва през 1951 г. като местен исторически музей.
Изложбата съдържа много неща, които действително или предполагаемо са принадлежали на Сталин, включително някои мебели от кабинетите му и подаръци. Изложени са и голям брой илюстрации, картини, документи, снимки и статии от вестници. Изложбата завършва с едно от дванадесетте копия на посмъртната маска на Сталин.
Пред главния музей е къщата, в която Сталин е роден и прекарва първите четири години от живота си.
Музеят показва личния железопътен вагон на Сталин. Вагонът е бил използван от него от 1941 г. , включително за пътувания до конференциите в Техеран и Ялта. Тя е предадена на музея от Севернокавказката железница през 1985 г.
Сред картините в колекцията на музея има две платна на тема страстта на Йосиф Джугашвили към поезията в младостта му: „Сосо Джугашвили с Иля Чавчавадзе в редакцията на вестник „Иверия““ от Народния художник на СССР, лауреат на наградата Сталинска награда от втора степен Учи Джапаридзе и „Сосо Джугашвили с другари в крепостта Гори. 1892“ рисунки на художника Питър Алваридзе.